# Боратин (Польща)
Боратин (пол. Boratyn) — село в Польщі, у гміні Хлопиці Ярославського повіту Підкарпатського воєводства. Населення — 900 осіб (2011).

## Історія
Боратин був за часів Галицько-Волинського князівства укріпленням та пунктом збирання мита. Після анексії Галичини Польщею король Казимир III Великий в 1361 р. підтвердив руському князю Леву даний Матвієві Кальдофовичу привілей на села Боратин і Добковичі.
У 1515 р. село належало перемиському єпископу, мало 9 ланів оброблюваних і 2 пустих, корчму, млин, попа (а, отже, і церкву).
На 01.01.1939 в селі проживало 1250 мешканців, з них 690 українців, 390 поляків, 150 польських колоністів міжвоєнного періоду, 20 євреїв. Село належало до ґміни Хлопіце Ярославського повіту Львівського воєводства. В селі була греко-католицька парафія, до якої входили також села Добковичі й Тапин.
У 1945—1947 роках з села було виселено 362 українці (86 родин) до СРСР та на понімецькі землі.
У 1975—1998 роках село належало до Перемишльського воєводства.

## Демографія
Демографічна структура станом на 31 березня 2011 року:
|          | Загалом | Допрацездатний вік | Працездатний вік | Постпрацездатний вік |
| -------- | ------- | ------------------ | ---------------- | -------------------- |
| Чоловіки | 453     | 111                | 296              | 46                   |
| Жінки    | 447     | 78                 | 271              | 98                   |
| Разом    | 900     | 189                | 567              | 144                  |

## Церква
У 1892 р. в селі збудовано дерев'яну церкву св. О. Николая, яка була парафіяльною церквою Порохницького деканату (після Першої світової війни — Ярославського деканату) Перемишльської єпархії УГКЦ.